# زالاسنت‌دیوردی
زالاسنت‌دیوردی (به مجاری:  Zalaszentgyörgy) یک منطقهٔ مسکونی در مجارستان است که در زالا واقع شده‌است.